# Let's Dance (음반)
| 전문가 평가                   | 전문가 평가 |
| 평가 점수                     | 평가 점수   |
| 출처                          | 점수        |
| ----------------------------- | ----------- |
| AllMusic                      | [ 5 ]       |
| Blender                       | [ 6 ]       |
| Chicago Tribune               | [ 7 ]       |
| Encyclopedia of Popular Music | [ 8 ]       |
| Pitchfork                     | 8.4/10      |
| Q                             | [ 10 ]      |
| Rolling Stone                 | [ 11 ]      |
| The Rolling Stone Album Guide | [ 12 ]      |
| Smash Hits                    | 6½/10       |
| The Village Voice             | B           |

《Let's Dance》는 데이비드 보위의 열다섯 번째 스튜디오 음반이다. 원래 그의 이전 음반 《Scary Monsters (and Super Creeps)》가 발매된 지 거의 3년 후인 1983년 4월에 발매되었다. 시크의 나일 로저스가 공동 프로듀싱한 이 음반에는 그의 가장 성공적인 싱글 3곡이 수록되어 있는데, 타이틀 곡 〈Let's Dance〉는 영국, 미국, 그리고 여러 나라에서 1위에 올랐으며, 〈Modern Love〉와 〈China Girl〉은 둘 다 영국에서 2위에 올랐다. 〈China Girl〉은 보위가 1977년 음반 《The Idiot》를 위해 이기 팝과 공동 작곡한 곡의 새로운 버전이었다. 1년 전 뉴질랜드, 노르웨이, 스웨덴 등지에서 1위에 올랐던 〈Cat People (Putting Out Fire)〉의 재녹음 버전도 담겨 있다.
《Let's Dance》는 1984년에 그래미 올해의 앨범상 후보에 올랐지만 마이클 잭슨의 《Thriller》에 패했다. 하지만 전 세계적으로 1070만 장이 팔려 보위의 베스트셀러 음반이 됐다. 1967년 데뷔 이후 열여덟 번째 정규 음반으로, 라이브 음반 2장, 커버 음반 1장(《Pin Ups》, 1973년), 필라델피아 오케스트라와의 협연(1978년) 등이다. 한 때 보위는 이 음반을 "영국 백인-예-예술-학교-학생-만남-미국 흑인-펑크의 재발견"이라고 묘사했는데, 이는 《Young Americans》의 재조명이었다. 《Let's Dance》는 텍사스 블루스 기타리스트 스티비 레이 본의 경력에 발판이 되어 연주했다. 이 음반은 1983년에 한정판 픽쳐 디스크로 발매되었고, 2018년에 리마스터되어 보위 박스 세트인 《Loving the Alien (1983–1988)》에 포함되었다.

## 곡 목록
모든 곡들은 특별한 언급이 없는 한 데이비드 보위에 의해 작사/작곡하였다.
| #  | 제목            | 작사·작곡     | 재생 시간 |
| -- | --------------- | ------------- | --------- |
| 1. | 〈Modern Love〉 |               | 4:46      |
| 2. | 〈China Girl〉  | 이기 팝, 보위 | 5:32      |
| 3. | 〈Let's Dance〉 |               | 7:37      |
| 4. | 〈Without You〉 |               | 3:08      |

| #  | 제목                              | 작사·작곡                             | 재생 시간 |
| -- | --------------------------------- | ------------------------------------- | --------- |
| 1. | 〈Ricochet〉                      |                                       | 5:14      |
| 2. | 〈Criminal World〉                | 피터 고드윈, 던컨 브라운, 션 라이온즈 | 4:25      |
| 3. | 〈Cat People (Putting Out Fire)〉 | 보위, 조르조 모로더                   | 4:09      |
| 4. | 〈Shake It〉                      |                                       | 3:49      |

## 인증
| 국가                       | 인증        | 판매량/출하량 |
| -------------------------- | ----------- | ------------- |
| 캐나다 (뮤직 캐나다)       | 5× 플래티넘 | 500,000^      |
| 핀란드 (Musiikkituottajat) | 골드        | 45,201        |
| 프랑스 (SNEP)              | 플래티넘    | 847,700       |
| 일본 (오리콘 차트)         | —           | 302,500       |
| 네덜란드 (NVPI)            | 플래티넘    | 100,000^      |
| 뉴질랜드 (RMNZ)            | 플래티넘    | 15,000^       |
| 스페인 (PROMUSICAE)        | 골드        | 50,000^       |
| 영국 (BPI)                 | 플래티넘    | 360,000^      |
| 영국 (BPI) 1999 release    | 실버        | 360,000^      |
| 미국 (RIAA)                | 플래티넘    | 1,000,000^    |
| 유고슬라비아               | —           | 49,209        |
| 요약                       |             |               |
| 전세계                     | —           | 10,700,000    |
| ^출하량을 기반으로 한 인증 |             |               |